# Holman Stadium (Nashua)
Pour les articles homonymes, voir Holman Stadium.
 (avril 2025).
Si vous disposez d'ouvrages ou d'articles de référence ou si vous connaissez des sites web de qualité traitant du thème abordé ici, merci de compléter l'article en donnant les références utiles à sa vérifiabilité et en les liant à la section « Notes et références ».
Le Holman Stadium est un stade de baseball, d'une capacité de 4375 places, situé à Nashua, ville de l'État du New Hampshire, aux États-Unis.

## Histoire
Inauguré en 1937, il a été le domicile de plusieurs clubs de baseball professionnels, dont les Dodgers de Nashua de la Ligue de la Nouvelle-Angleterre, le Pride de Nashua de la Ligue atlantique, les Pirates de Nashua en Ligue de l'Est ou les American Defenders du New Hampshire de la Ligue Can-Am. Le stade est le domicile depuis 2011 des Silver Knights de Nashua de la Futures Collegiate Baseball League.